# Anton Diedrich Wilken
Anton Diedrich Wilken (* 1715 in Lübeck; † 14. März 1792 ebenda) war ein deutscher Kaufmann und Bürgermeister der Hansestadt Lübeck.

## Leben
Anton Diedrich Wilken war Kaufmann in Lübeck und Mitglied der Lübecker Schonenfahrer. Als deren Ältermann wurde er 1769 zum Ratsherrn in Lübeck erwählt. Laut Jetztlebende Kauffmannschafft in und ausser Deutschland von 1743 handelte er ebenso wie „Wilcken Senior (Peter)“ mit Wein und hatte ein Geschäft in der Mühlenstraße.
1769 bis 1778 leitete er gemeinsam mit dem Ratsherrn Gotthard Friedrich Carstens den Bau der ersten steinernen Puppenbrücke westlich des Holstentores in Lübeck. Als Ratsherr wurde er kurz vor seinem Tode 1790 zu einem der Lübecker Bürgermeister bestimmt.
Der spätere Lübecker Ratsherr Carl Abraham Gütschow trat in seine Weinhandlung ein und wurde sein Schwiegersohn.
Anton Diedrich Wilken wurde im Lübecker Dom begraben.